# Хвощеві
Хвощеві, хвощові (Equisetaceae) — родина хвощеподібних рослин.

## Опис
Це багаторічні рослини з галузистими підземними кореневищами. Стебла зимують або на зиму відмирають, гіллясті, рідше нерозгалужені. Спорангієфори щиткоподібні, несуть по 5-10 спорангіїв. Хвощі —  досить дрібні рослини, їхній розмір рідко досягає 1 м, проте є й винятки. У всіх хвощів добре розвинене підземне кореневище, від якого відходять жорсткуваті ребристі стебла, які часто мають усередині порожнину. Стебла ніби складені з окремих діляночок — члеників, тому хвощі називають членистими. Листки у хвощів дуже редуковані, розташовані кільцями й зростаються один з одним у зубчасті трубочки — піхви. Бувають хвощі без бічних гілочок, якщо ж гілки є, то вони звичайно розташовуються кільцями. Хвощі —  спорові рослини. Величезна кількість спор утворюється у спеціальних спорангіях, зібраних на спороносних колосках на верхівках пагонів. У одних видів хвощів усі пагони однакові, в інших є весняні спороносні пагони й літні фотосинтезуючі. Після дозрівання і висівання спорспороносні пагони відмирають або витягуються, зеленіють, розвивають гілки й робляться схожими на безплідні пагони.
Представники хвощових, які нині живуть на нашій планеті, —  невеликі залишки колись величезних, заввишки до 10-20 м, деревоподібних рослин, звичайних для лісів кам’яновугільного періоду.  

## Класифікація
Родина містить один вимерлий та один сучасний рід:
- Equisetum
- †Equisetites